# ДУ-802
ДУ-802 — орбітальна рухова установка для українсько-російської ракети-носія «Дніпро». Рухова установка ДУ-802 розроблена ДП КБ «Південним».
Особливісю проекту є вперше застосована принципово нова система подачі палива з використанням двокомпонентного пневмонасосного агрегату. В даний час закінчене відпрацювання рухового блоку.

## Призначення
Двигун призначений для створення тяги та управління по всіх каналах стабілізації верхніх щаблів РН, розгінних блоків. У конструкції застосована пневмонасосная система подачі компонентів, принципово нова система подачі палива з використанням пневмонасосного агрегату, що дозволяє забезпечити високі енергомассового характеристики.
Крім того, здійснені проектні роботи показали, що існуючий руховий блок рухової установки ДУ-802 відносно просто може бути доопрацьований для виконання завдань з дворазовим дроселюванням тяги.

## Передумова створення
З економічної точки зору використання знятих з бойового чергування ракет для запусків космічних апаратів є самим розумним виглядом конверсії бойових ракет. Прикладами такого використання відслужили своє бойових ракет являють космічні носії «Рокот», «Стріла», «Волна», «Дніпро», «Мінітмен», і т. д.
Підписання договорів про скорочення стратегічних наступальних озброєнь в 1991 році з одного боку і розвиток ринку запуску малих космічних апаратів з іншого дали поштовх до розвитку конверсійних програм ракетних космічних комплексів. Разом з тим, щоб бойова ракета могла виконувати функції ракети-носія, часто потрібні її значні доробки, які приводять до значного подорожчання програми. В основному змінам піддається головна частину. У ній встановлюються пристрої для кріплення космічних апаратів і самі супутники, апаратура для зв'язку з ними. У систему управління вводиться нова програма польоту. Всі ці доробки переслідують одну мету — модифікувати бойову ракету для запуску космічних апаратів, зберігши її основу. Однак в ряді випадків цього виявляється недостатньо, так як рухові установки розгінних ступенів МБР, в більшості своїй не передбачають можливості повторного включення в умовах невагомості, що значно обмежує масу корисного вантажу, що виводиться на високі орбіти.
Так космічний носій «Рокот» при стартовій масі 107 тонн може виводити на сонячно-синхронну орбіту висотою 800 км космічний апарат масою 1000 кг. Космічна програма носія «Дніпро» при стартовій масі 211 тонн на ту ж орбіту може виводити космічні апарати масою до 400 кг. Така істотна різниця в масі корисного навантаження пояснюється тим, що при конверсії бойової ракети РС-18 (SS-19), перші два ступені якій використовуються у складі РН «Рокот», були оснащені новим розгінним ступенем (розгінним блоком) «Бриз-КМ», рухова установка якої, забезпечує п'ятикратне включення маршового двигуна в польоті. Конверсія бойової ракети РС-20 (SS-18 за західною термінологією) здійснювалася без істотної зміни базового розгінного ступеня, яка б забезпечувала тільки одноразове включення маршового двигуна в польоті.
Дооснащення РН розгінним ступенем, як це було зроблено при конверсії ракет и РС-18, або модернізація штатного розгінного ступеня, хоч і дозволяє значно підвищити енергетичні можливості конверсійної ракети-носія (збільшити масу виведеного корисного вантажу), але незмінно призводить до значного підвищення вартості пускових послуг, що однозначно знижує конкурентоспроможність конверсійного космічного носія.
Іншим шляхом підвищення енергетичних можливостей існуючих конверсійних ракет-носіїв є дооснащення їх автономним космічним буксиром (блоком виведення), який має забезпечити переведення космічного апарата з проміжної орбіти на цільову. На відміну від розгінних ступенів (розгінних блоків) автономні космічні буксири мають значно меншу масу (наприклад, блок виведення «Ікар» РН «Союз» має стартову масу 2500 кг, у той час як розгінний блок «Фрегат» для тієї ж РН має стартову масу 6500 кг), конструктивно прості (рухові установки виконані з використанням витиснювальної подачі компонентів палива), а отже, мають значно меншу вартість.
Космічні буксири значно знижують масу корисного вантажу, що виводиться на низькі орбіти (зниження маси корисного вантажу практично еквівалентно стартовій масі космічного буксира), однак дозволяють підвищити масу корисного вантажу, що виводиться на високі орбіти (наприклад, забезпечити виведення мікро-супутників на геостаціонарну орбіту). Крім конверсійних носіїв застосування АКБ так само актуально для твердопаливних космічних носіїв.

## Конструкція
До складу системи живлення тяги автономного космічного буксира «Кречет» входять чотири паливних бака, об'ємом 125 дм³ кожен. Паливо, яке розміщується в баку, відділене від газу наддуву жорсткою діафрагмою, виконаною з алюмінієвого сплаву. Баки попарно об'єднані по кожному з компонентів палива в загальні магістралі.
Подача компонентів палива в камеру двигуна великої тяги автономного космічного буксира «Кречет» здійснюється пневмонасосним агрегатом. Камера двигуна великої тяги встановлена стаціонарно, стабілізація тяги автономного космічного буксира на всіх ділянках траєкторії здійснюється за допомогою системи двигунів малої тяги. Дане технічне рішення дозволило значно спростити і полегшити конструкцію рідинної рухової установки шляхом виключення з її складу: вузла гойдання та магістралей підвода з гнучкими елементами і приводів.

## Хід проекту
Стан розробки і ступінь відпрацьованості-маршовий двигун з ПНА для рухової установки ДУ-802 в даний час пройшов практично повний цикл автономного відпрацювання.
Забезпечена висока надійність — встановлено, що найбільш надійними є витіснювальний і пневонасосний спосіб подачі палива через їх конструктивну простоту.
З огляду на підвищений інтерес до ДУ-802 було проведене дослідження області застосування пневмонасосної системи подачі палива з обліком її снергомасової ефективності. Дослідження проводилися за критерієм сумарного імпульсу тяги ДУ. Для порівняння були розглянуті рухові установки з турбонасосною, витіснювальною і пневмонасосними системами подачі палива.
Прийнята система синхронізації вироблення палива забезпечує достатню реакцію на зміну витрати при зміні перепаду тиску на діафрагмі. У наш час система забезпечення синхронізації вироблення палива з баків рухової установки ДУ-802 пройшла повний обсяг експериментальної відпрацювання. Максимальна нерівномірність спорожнення баків, зафіксована при випробуваннях з даною системою, не перевищила необхідної протягом випробування. Завдяки застосованій системі синхронізації вироблення палива була забезпечена практично одночасна вироблення компонента з обох баків.
Застосування даної системи дозволило мінімізувати неузгодженість вироблення палива з баків, і як наслідок, максимально наблизити фактичне відхилення центру мас автономного космічного буксира до розрахункового. Результатом впровадження даної системи стало значне спрощення конструкції рухової установки внаслідок передачі функцій забезпечення керованості системі двигунів малої тяги.
Вартість розробки і виготовлення — порівняно з витіснювальною подачею вартість ДУ з ПНА буде незначно вище (позначається наявність у її складі додаткового агрегату — ПНА), проте вартість ДУ з ТНА за інших рівних умов буде значно вище. Проведено 17 випробувань двох примірниках рухових блоків. Сумарно напрацьовано 2048.48 с. Проведено випробування системи подачі ДУ.
Застосування оригінальної технології, розробленої ДП КБП — пневмонасоної подачі компонентів палива доцільно при сумарному імпульсі тяги до 500 тс с.
Застосування турбонасосної системи подачі палива більш раціонально при великих імпульсах тяги (більше 500 тс с). Пневмонасосну подачу палива раціонально застосовувати в космічних проектах, які будуються за принципом мінімальних витрат.